# Bataille de Montebruno
 (mai 2024).
Si vous disposez d'ouvrages ou d'articles de référence ou si vous connaissez des sites web de qualité traitant du thème abordé ici, merci de compléter l'article en donnant les références utiles à sa vérifiabilité et en les liant à la section « Notes et références ».
Guerres entre guelfes et gibelins
Batailles
1150 – 1200
- Vernavola (1154)
- Spolète (1155)
- Tortone (1155)
- Milan (1158)
- Siziano (1159)
- Crema (1159)
- Carcano (1160)
- Milan (1162)
- Prataporci (1167)
- Alexandrie (1174-1175)
- Legnano (1176)

1201 – 1250
- Calcinato (1201)
- Casei Gerola (1213)
- Cortenuova (1237)
- Brescia (1238)
- Faenza (1239)
- Giglio (1241)
- Viterbe (1243)
- Parme (1248)
- Fossalta (1249)
- Cingoli (1250)

1251 – 1300
- Bataille de Montebruno (1255)
- Cassano (1259)
- Montaperti (1260)
- Bénévent (1266)
- Tagliacozzo (1268)
- Colle (1269)
- Roccavione (1275)
- Desio (1277)
- Forlì (1282)
- Pieve al Toppo (1288)
- Campaldino (1289)

1301 – 1350
- Pavie (1302)
- La Lastra (1304)
- Milan (1311)
- Soncino (1312)
- Gaggiano (1313)
- Rho (1313)
- Ponte San Pietro (1313)
- Scrivia (1315)
- Montecatini (1315)
- Pavie (1315)
- Sestri (1318)
- Bardi (1321)
- Mirandola (1321)
- Gorgonzola (1323)
- Vaprio d'Adda (1324)
- Altopascio (1324)
- Zappolino (1325)
- San Felice (1332)
- San Quirico (1341)
- Gamenario (1345)

1351 – 1402
- Mirandola (1355)
- Casorate (1356)
- Solara (1356)
- Alexandrie (1391)
- Casalecchio (1402)

La bataille de Montebruno est une bataille survenue le 22 février 1255 entre la ville guelfe d'Asti et le comté gibelin de Savoie en Italie qui opposa les troupes de la ville d'Asti, aux troupes du comté de Savoie. Elle s'inscrit dans le cadre plus général de la guerre entre guelfes et gibelins.

## Contexte historique
Asti fut l'une des premières communes libres d'Italie et, en 1140, reçut le droit de frapper sa propre monnaie de la part de Conrad II. Cependant, comme la commune avait commencé à empiéter sur les terres de l'évêque et d'autres féodaux locaux, ces derniers sollicitèrent l'aide de Frédéric Barberousse, qui apparut sous les murs de la ville avec une immense armée en février 1155. Après un court siège, Asti fut prise d'assaut et brûlée. Par la suite, Asti adhéra à la Ligue lombarde (1169) contre l'empereur allemand, mais fut de nouveau vaincue en 1174. Malgré cela, après la paix de Constance (1183), la ville obtint de nouveaux privilèges.
Le XIIIe siècle marqua l'apogée du splendide économique et culturel des Astigiani, seulement momentanément entravé par les guerres contre Alba, Alexandrie, Savoie, Milan (qui assiégea la ville en 1230), et les marquis de Montferrat et de Saluces. En particulier, la commune visait à contrôler les routes commerciales lucratives menant vers le nord depuis les ports liguriens. Durant cette période, l'ascension des Casane Astigiane entraîna des alliances politiques familiales contrastées entre les partisans guelfes et gibelins. Pendant les guerres menées par l'empereur Frédéric II en Italie du Nord, la ville choisit son camp : Asti fut battue par les Guelfes d'Alexandrie à la bataille de Quattordio et à la bataille de Calmandrana, mais grâce à l'aide génoise, elle put se rétablir facilement. Après la mort de Frédéric, la lutte contre Thomas II de Savoie devint féroce.

## La bataille
Les Astigiani attaquèrent l'armée de Thomas à Montebruno, près de Pignerol. Les deux armées se chargèrent de front, et le choc se termina par une sanglante déroute pour Thomas II. Thomas lui-même fut capturé lors de la bataille, et ses armées savoyardes furent complètement défaites. Ce revers rendit Thomas plus furieux que vaincu. Il ordonna par la suite l'arrestation de tous les marchands astigiani en Savoie et en France, et sa colère ne fit que croître.

## Issue des combats et conséquences
La décision de capturer les marchands astigiani montra la préoccupation des États voisins face au pouvoir excessif acquis par la ville, qui avait capturé Alba et contrôlait à la fois Chieri et Turin. Cela conduisit par la suite à l'intervention de Charles Ier de Naples, alors l'homme le plus puissant d'Italie grâce à ses possessions en Piémont et en Provence, en plus de son royaume napolitain. Il vainquit les Astigiani à la bataille de Cassano, mais fut ensuite défait à la bataille de Roccavione.